# 深圳科健足球俱乐部
深圳科健足球俱乐部，是一家已经解散的中国职业足球俱乐部，曾参加甲B联赛和甲级联赛。

## 历史简介
2002年，深圳中科健股份有限公司总经理郝建学个人出资组建了“广东雄鹰足球俱乐部”，以曾参加全国U21足球联赛和九运会的广东青年队为班底。同年俱乐部出战乙级联赛，一路杀入决赛。虽然以互射点球负于哈尔滨兰格，仍以乙级联赛第二名的身份晋级2003年的甲B。
2003年9月，曾经在2000年冠名赞助了深圳平安的科健公司以800万人民币收购广东雄鹰，球队改称“广东科健队”。当年，球队名列甲B第7名。2004年，球队主场迁至深圳，球队更名为“深圳科健队”，当年球队列第10名。
此时由于集团资金链断裂，加上俱乐部两年拖欠球员工资和奖金累计达800万，科健不得不退出俱乐部。在与多个买家谈判均告吹的情况下，一队自行解散，球员以个体形式卖出，队中较著名的吴伟安和吴坪枫两名主将分别转会至天津泰达和江苏舜天，杨智转会去了北京国安，队长唐晓菲加盟浙江绿城。俱乐部的二队则整体出售给了新成立的安徽九方。

## 曾使用名稱
- 2002年广东博力能
- 2003年广东雄鹰
- 2004年深圳科健